# Clash Royale
 (décembre 2021).
Si vous disposez d'ouvrages ou d'articles de référence ou si vous connaissez des sites web de qualité traitant du thème abordé ici, merci de compléter l'article en donnant les références utiles à sa vérifiabilité et en les liant à la section « Notes et références ».
Clash Royale est un jeu vidéo de duel multijoueur en temps réel, développé et édité par Supercell, sorti le 2 mars 2016 à l'international sur iOS et Android. Il mêle des éléments de tower defense et de MOBA, et intègre un système de cartes à collectionner. Il est inspiré de l'univers du jeu Clash of Clans du même développeur, sorti le 2 août 2012. Jeux mobile exclusivement lors de sa sortie, il est disponible et jouable sur PC depuis fin octobre 2023.

## Lancement

### Avant-première et sortie
Le jeu a été lancé en avant-première sur iOS le 4 janvier 2016 dans plusieurs pays au Canada, à Hong Kong, en Australie, en Suède, en Norvège, au Danemark, en Islande, en Finlande et en Nouvelle-Zélande. Il est ensuite sorti sur Android pour les mêmes pays le 16 février 2016, sous la forme d'un lot d'application pour Android. Annoncé pour mars 2016, le jeu est sorti sur les deux plateformes le 2 mars 2016 dans le monde entier.

### Accueil et critiques

#### Critiques
- Gamezebo : 100/100[5]
- Pocket Gamer : 4,5/5[6]
- TouchArcade : 4/5[7]
- Jeuxvideo.com : 18/20[8]

## Système de jeu

### Généralités
Le jeu consiste en une succession de duels multijoueurs en temps réel, d'une durée initiale de trois minutes. Avant chaque combat, les joueurs préparent un deck de huit cartes, parmi 117 cartes trouvables. Il est également possible de choisir une carte « troupe de tour » parmi quatre possibilités (princesse, duchesse, canonnier et le cuistot royal). Lors d'un match, seules les huit cartes sélectionnées dans son deck peuvent être jouées. Pour gagner une partie, le joueur doit soit détruire les trois tours adverses (ce qui met alors fin à la partie), soit avoir détruit davantage de tours que son adversaire lors de la fin du temps imparti. En cas d'égalité, deux minutes de temps additionnel en sont rajoutées. Si les duellistes n'ont toujours pas réussi à se départager au terme du temps supplémentaire, le joueur dont une tour possède le moins de points de vie perd la partie.

### Modèle économique
Clash Royale adopte un modèle économique freemium ou Pay To Accelerate comparable à celui de Clash of Clans. Cela permet au joueur de s'améliorer plus vite dans le jeu en achetant des gemmes avec de l'argent réel.
Avec ses gemmes, le joueur peut acheter des coffres dans la boutique, ouvrir ses coffres plus rapidement, jouer en défi classique ou en super défi, acheter de l'or ou encore des émoticônes.

### Ventes
En mars 2017, d'après son éditeur, Clash Royale a dépassé les 100 millions de joueurs actifs par jour dans le monde.
La vidéo de la finale d'un tournoi européen organisée dimanche 19 février 2017 à Paris est visionnée plus de 1 700 000 fois sur YouTube.